# Inspirit
Inspirit – singel CD południowokoreańskiej grupy Infinite, wydany 17 marca 2011 roku przez wytwórnię Woollim Entertainment. Na płycie znalazły się trzy utwory, głównym utworem jest „Nothing's Over”. Sprzedał się w nakładzie 67 884 egzemplarzy w Korei Południowej (stan na czerwiec 2016).

## Lista utworów
| CD | CD                     | CD                     | CD                        | CD                                         | CD      |
| Nr | Tytuł utworu           | Tekst                  | Kompozycja                | Aranżacja                                  | Długość |
| -- | ---------------------- | ---------------------- | ------------------------- | ------------------------------------------ | ------- |
| 1. | „Nothing's Over”       | Song Soo-yoon          | Han Jae-ho, Kim Seung-soo | Han Jae-ho, Kim Seung-soo, Hong Seung-hyun | 3:18    |
| 2. | „Shot”                 | Song Soo-yoon, Kim Ina | Han Jae-ho, Kim Seung-soo | Han Jae-ho, Kim Seung-soo, Hong Seung-hyun | 3:09    |
| 3. | „Can U Smile” (Remake) | Song Soo-yoon          | Han Jae-ho, Kim Seung-soo | Ahn Joon-sung                              | 3:11    |

## Notowania
| Lista                    | Pozycja |
| ------------------------ | ------- |
| Gaon Weekly Album Chart  | 3       |
| Gaon Monthly Album Chart | 4       |
| Five Music (Tajwan)      | 13      |